# Kudani
Kudani (Duits: Kudanes, Zweeds: Gutanäs) is een plaats in de Estlandse gemeente Lääne-Nigula, provincie Läänemaa. De plaats heeft de status van dorp (Estisch: küla).
Tot in oktober 2017 viel Kudani onder de gemeente Noarootsi. In die maand werd Noarootsi bij de fusiegemeente Lääne-Nigula gevoegd. Voor de Tweede Wereldoorlog woonden in dit gebied veel Estlandzweden; daarom mag de Zweedse naam voor de dorpen nog steeds gebruikt worden naast de Estische.

## Bevolking
Het dorp had 11 inwoners op 31 december 2011 en 13 inwoners op 31 december 2021.

## Ligging
Het dorp ligt aan de westkust van Estland, aan de Oostzee. Op het grondgebied van het dorp liggen een groot meer, Vööla meri (67.7 ha), en een kleiner meer, Kudani järv (9,9 ha, inclusief de eilandjes in het meer).
Het dorp ligt in het natuurreservaat Silma looduskaitseala, waar meer dan 200 vogelsoorten leven.

## Geschiedenis
Kudani behoorde tot de bezittingen van de kerk van Nukkö (Noarootsi), die in Hosby staat. Volgens de overlevering was Kudani ooit een eiland met een kleine vissershaven, Krok-skäre. In 1540 werd het dorp vermeld onder de naam Guthnis, in 1557 stond het bekend onder verschillende namen, waaronder Gutna en Gottenysz. In 1563 heette het Guthenes of Guthanes, in 1565 Guttanus, Gottanes of Gotthenes. In 1575 werd het dorp door Russen en Tataren verwoest, in 1589 was het weer bewoond. In 1798 heette het Gutnäs.
In 1977 werd het buurdorp Vööla opgedeeld tussen Hara en Kudani. Het meer Vööla meri ontleent zijn naam aan dit dorp.